# St. Martinville
St. Martinville is een plaats (city) in de Amerikaanse staat Louisiana, en valt bestuurlijk gezien onder St. Martin Parish.

## Geschiedenis

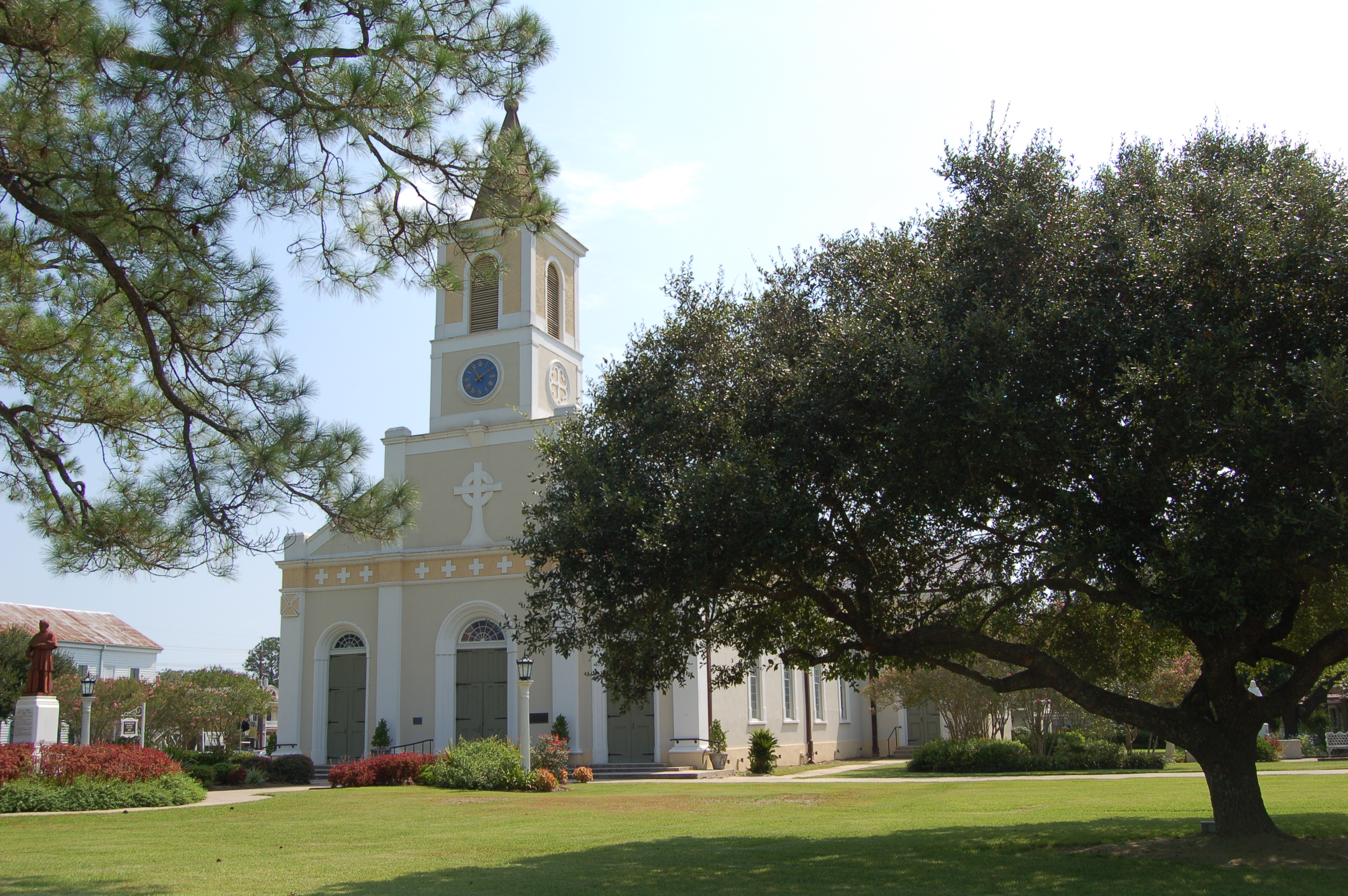
Katholieke kerk van St-Martin de Tours

Ten zuiden van de huidige plaats was er in de 18e eeuw een nederzetting van de  Attakapas-indianen. Rond 1750 vestigden de eerste Franse kolonisten zich in de streek. Ze kweekten er vee om te voldoen aan de vraag aan vlees vanuit New Orleans. In 1756 werd er een katholieke parochie opgericht in het huidige St. Martinville, de eerste in de streek. De parochie werd eerst Attakapas genoemd naar de oorspronkelijke inheemse bewoners. Later werd dit St-Martin de Tours waarvan de huidige naam van de plaats is afgeleid. In 1766 woonden er veertig blanke gezinnen in de plaats. Verder waren er boerderijen van rijke blanke creolen met zwarte slaven waar vee en gewassen werden geteeld. En het jaar voordien hadden zich 193 Fransen die uit Canada verdreven waren door de Britten gevestigd in de streek als pachters. In 1817 werd de plaats erkend als city. Dankzij het vervoer over water met stoomboten over de Bayou Teche kon de plaats snel groeien. Er vestigden zich blanke en zwarte creolen, maar ook Duitse  en Italiaanse immigranten en Engelstalige Amerikanen. Er was een theatergebouw waar opera's en balletten werden opgevoerd. In 1856 was er een grote stadsbrand. Het plein rond de kerk heeft nog gebouwen uit de 19e eeuw en St. Martinville Historic District werd in 1983 beschermd als Historic Place.

## Demografie
Bij de volkstelling in 2000 werd het aantal inwoners vastgesteld op 6.989.

## Geografie
Volgens het United States Census Bureau beslaat de plaats een oppervlakte van
7,8 km², waarvan 7,8 km² land en 0,0 km² water.

## Plaatsen in de nabije omgeving
De onderstaande figuur toont nabijgelegen plaatsen in een straal van 20 km rond St. Martinville.